# Jardin du Roi (Bruxelles)
Pour les articles homonymes, voir Jardin du Roi.

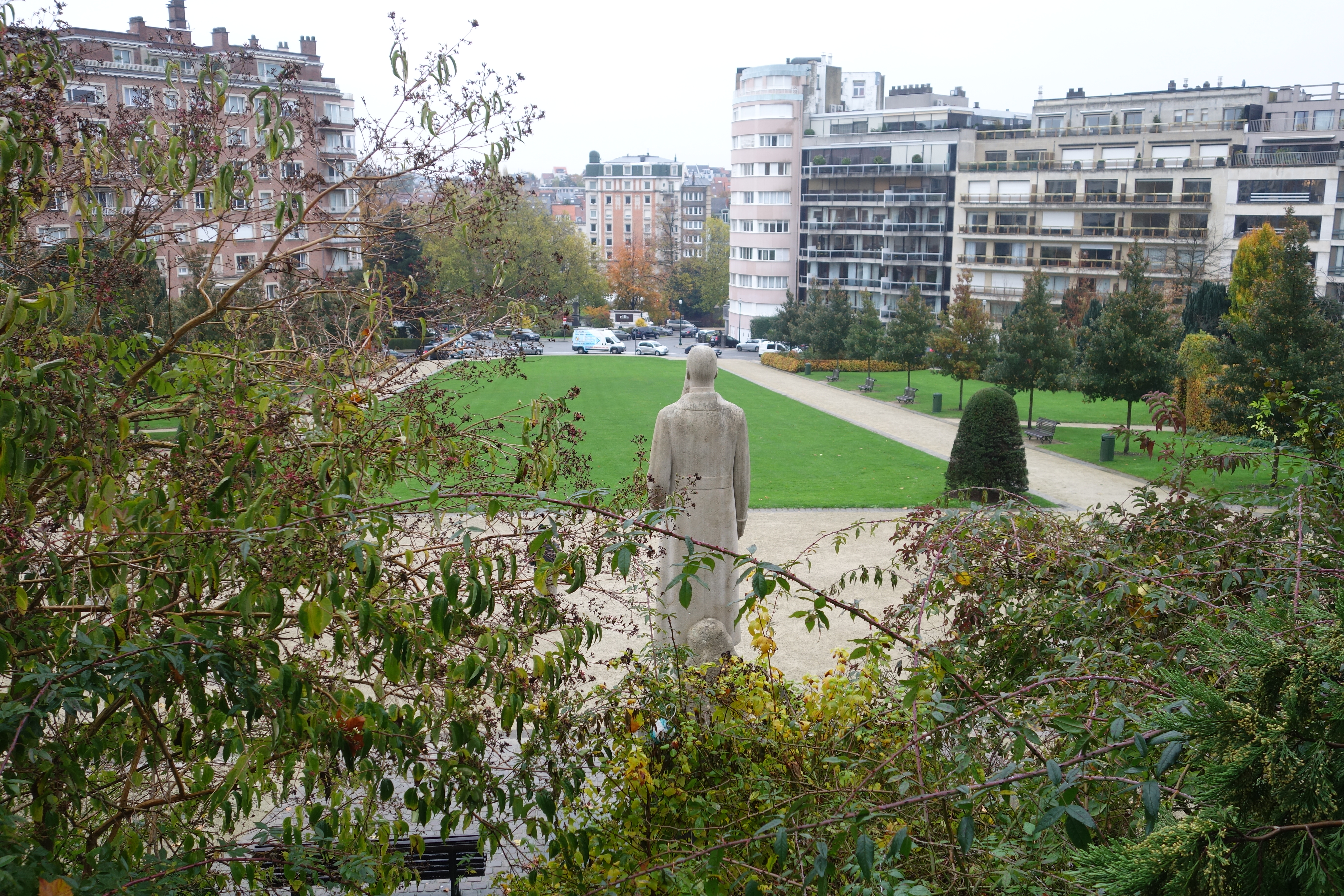
Le Jardin du Roi

Le Jardin du Roi (en néerlandais : Koningstuin) est un jardin public situé à Bruxelles, en Belgique.

## Historique
À la suite du percement de l'avenue Louise et de l'urbanisation du quartier, le site (1,59 ha) est acheté par le roi Léopold II le 16 septembre 1873 à la Société de l'Avenue Louise, une filiale de la Compagnie immobilière de Belgique.
Le plan du parc est conçu en 1873 par Victor Besme, alors inspecteur-voyer des faubourgs de Bruxelles.
Les Jardins du Roi sont cédés à l'État belge, via la Donation royale, en 1900. Le parc appartient aujourd'hui à la région de Bruxelles-Capitale.
La dénomination officielle du parc, Jardin du Roi, est décidée lors d'un vote au conseil communal le 29 mai 1969.
Peu après, le parc subit une importante rénovation : les premiers immeubles construits autour du jardin public étaient des maisons bourgeoises et des hôtels de maître. Mais à partir des années 1930, les immeubles à appartements s'y multiplient. La hauteur du bâti est jugée excessive pour un jardin d'agrément aux dimensions relativement modestes (moins de 2 hectares).
Pour souligner la perspective vers les étangs d'Ixelles, 22 érables sont plantés le long de l'allée centrale. Le parterre central est supprimé et les parterres latéraux décoratifs sont alors remplacés par des pelouses en boulingrin. Des aires récréatives sont aménagées, à cette même époque, au centre des grandes pelouses nouvellement créées.
L'arrêté royal qui classe le jardin du Roi en 1976 fige, au moins pendant 35 ans, une situation qui n'est pas le projet initial, mais une version remaniée.
Jugés peu adaptés au site, les 22 érables plantés en 1970 sont abattus en 2011 et remplacés par deux alignements de chênes.

## Description

### Localisation et agencement
Situé à cheval sur les territoires communaux d'Ixelles et de la Ville de Bruxelles, le parc est délimité par le rond-point de l'avenue Louise, les rues de la Vallée, du Buisson, de Belle-Vue et du Monastère.
Le parc est constitué en son centre d'une pelouse rectangulaire. Au nord et au sud de celle-ci, deux parterres circulaires ont été aménagés à la fin des années 1960. Entourés de haies de charmes, ils abritent chacun une plaine de jeux.

### Monuments

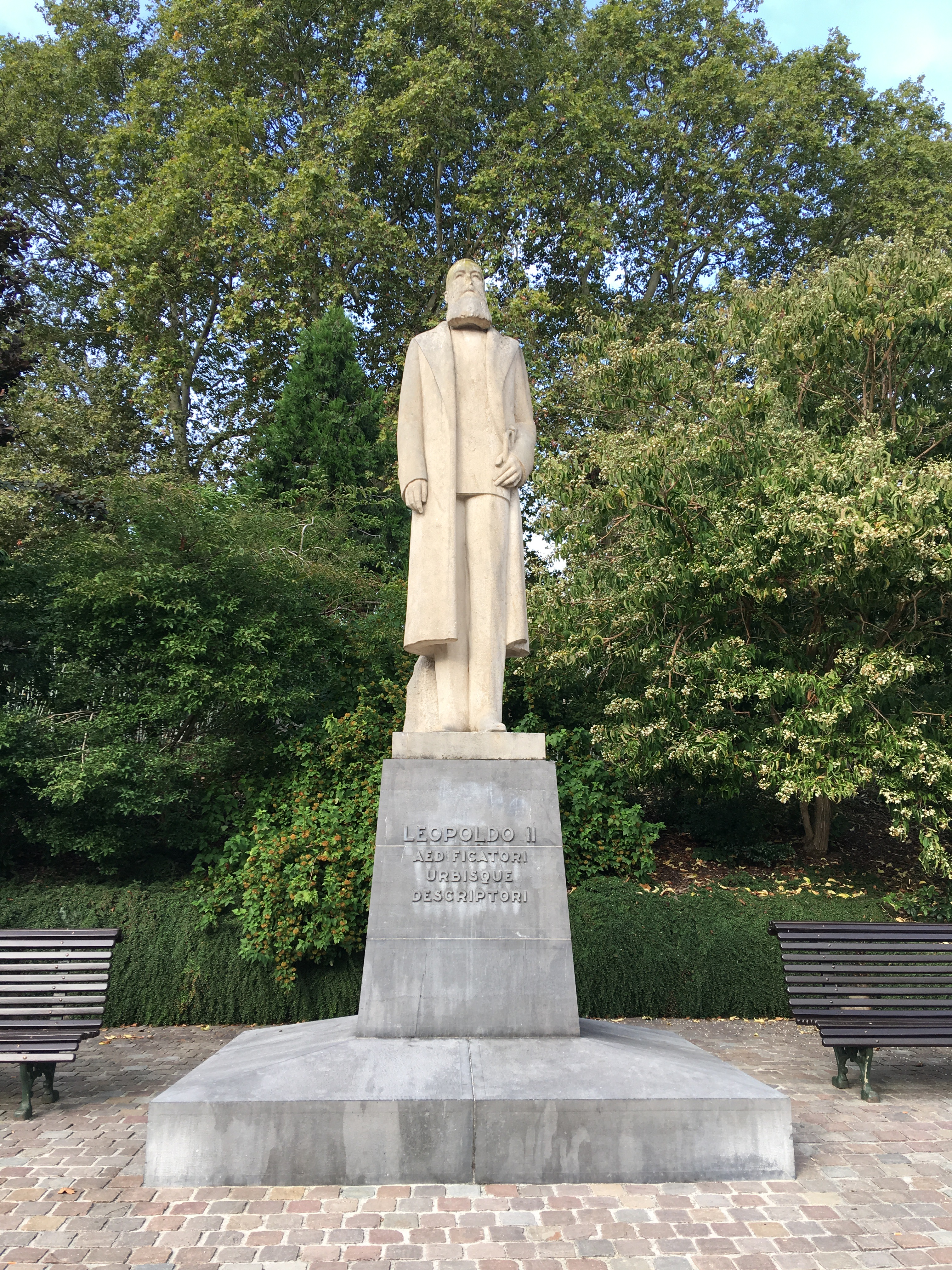
Statue de Léopold II dans le jardin du roi à Ixelles, Belgique

Une statue de Léopold II, due au sculpteur René Cliquet(1899-1977), est érigée en 1969. On peut lire, sur le socle de la statue, l'inscription suivante : « Il créa ce jardin et en fit donation pour notre repos et notre joie ».
On y recense aussi, en contrebas du parc, au carrefour des rues du Buisson et de Belle-Vue, un buste dédié au géologue Alphonse-François Renard (mort à Ixelles en 1903). Le buste a été réalisé par Alphonse de Tombay. On peut lire, sur le socle de la sculpture, la citation suivante : « Veritas liberavit eum » (la liberté l’a libéré).
À proximité immédiate du parc, le long de l'avenue Louise, se trouve l'imposant Phénix 44 (Olivier Strebelle, 1994), un oiseau stylisé commémorant le cinquantième anniversaire de la libération de Bruxelles.
Également en bordure du parc (face au rond-point de l'avenue Louise), est située la Mort d'Ompdrailles (Charles Van der Stappen, 1892), en l'honneur de l'écrivain français Léon Cladel.
Ces 4 sculptures sont parfaitement alignées, selon l'axe de la pelouse principale (du rond-point Louise au buste d'Alphonse Renard, en contrebas).
On y trouve, enfin, un buste de Van der Straede, placé en 1892.

### Plantes remarquables
Le jardin compte quelques platanes centenaires dans sa partie la plus élevée.
On y recense également des merisiers, des hickorys (Carya glabra, Carya ovata), un marronnier jaune, un plaqueminier des régions tropicales (Diospyros lotus), des bouleaux (Betula nigra, Betula ermanii), des viornes (Viburnum botnantense), un orme de Samarie (Ptelea trifoliata), un zelkova de Chine (Zelvoka sinica), un paulownia (Paulownia fargesii), un grand frêne (Fraxinus excelsior « all gold »), des chênes (Quercus trojana, dentata Carl Ferris Miller, libani, imbricaria) et des Tupelos (Nyssa chinensis, sylvastica), entre autres.

## Espaces verts à proximité
- Étangs d'Ixelles, à l'est
- Parc Tenbosch, à l'ouest
- Square de la Croix-Rouge et jardins de l'abbaye de la Cambre, au sud.